# Santonen

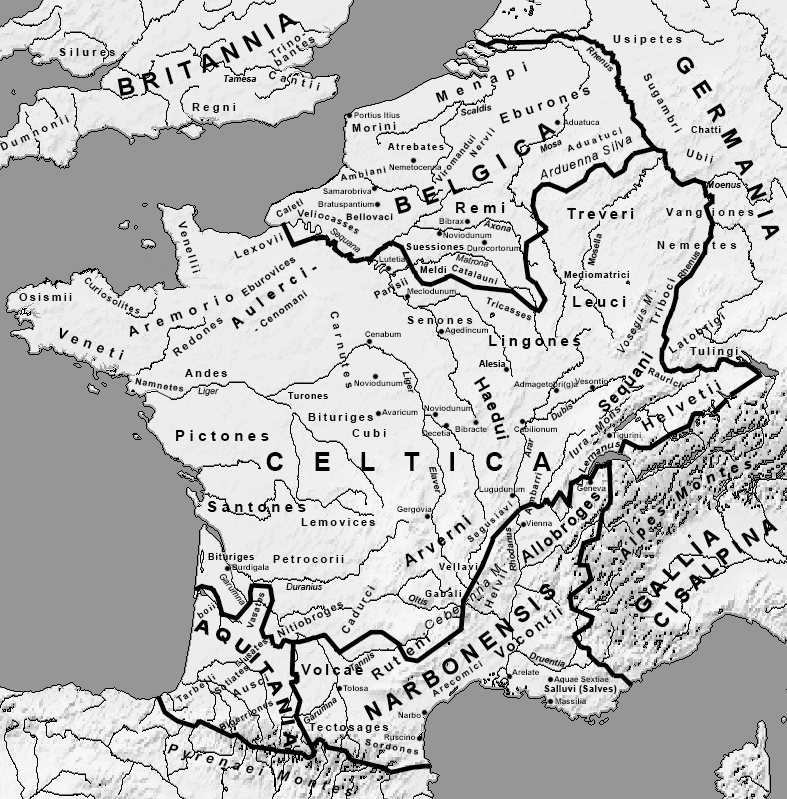
Santonen in der Kartenmitte am Golf von Biskaya

Die Santonen (lat. Santones) waren ein keltischer Stamm im Gebiet der unteren Charente. Ihre Stammesbezeichnung ist heute noch im Namen der Stadt Saintes (zur Römerzeit Mediolanum Santonum) zu finden. Strabon betont das Keltentum der Santonen und Biturigen inmitten der unkeltischen „iberoiden“ aquitanischen Völkergruppe (Strabon IV,2,1).
Bei Caesar (bellum gallicum I,10) ist ein Hinweis zu finden, dass die Helvetier 58 v. Chr. planten, in das „Land der Santones“ einzuwandern,
ohne dass klar würde, ob man gewaltsame Landnahme plante oder ob ältere Verträge eine friedliche Ansiedlung vorsahen.
Auch bei der Aufstellung des gallischen Entsatzheeres 52 v. Chr., das Vercingetorix in Alesia befreien sollte, wurden die Santonen mit einer Truppe von 12.000 zu stellenden Kriegern genannt (bellum gallicum VII,75).
Die cuculla oder sagum, der gallische Kapuzenmantel, später römische Legionärstracht, wurde bei den Santonen birrus („der Kurze“, zu mir. berr, mkymr. byrr „kurz“) genannt,  woraus französisch béret, „(Basken-)Mütze“ und unser Barett stammen.
Eine griechisch beeinflusste santonische Goldmünze und eine ebensolche Silbermünze aus dem 5. bis 1. Jahrhundert v. Chr. belegen eine lokale Münzprägung der Santonen.

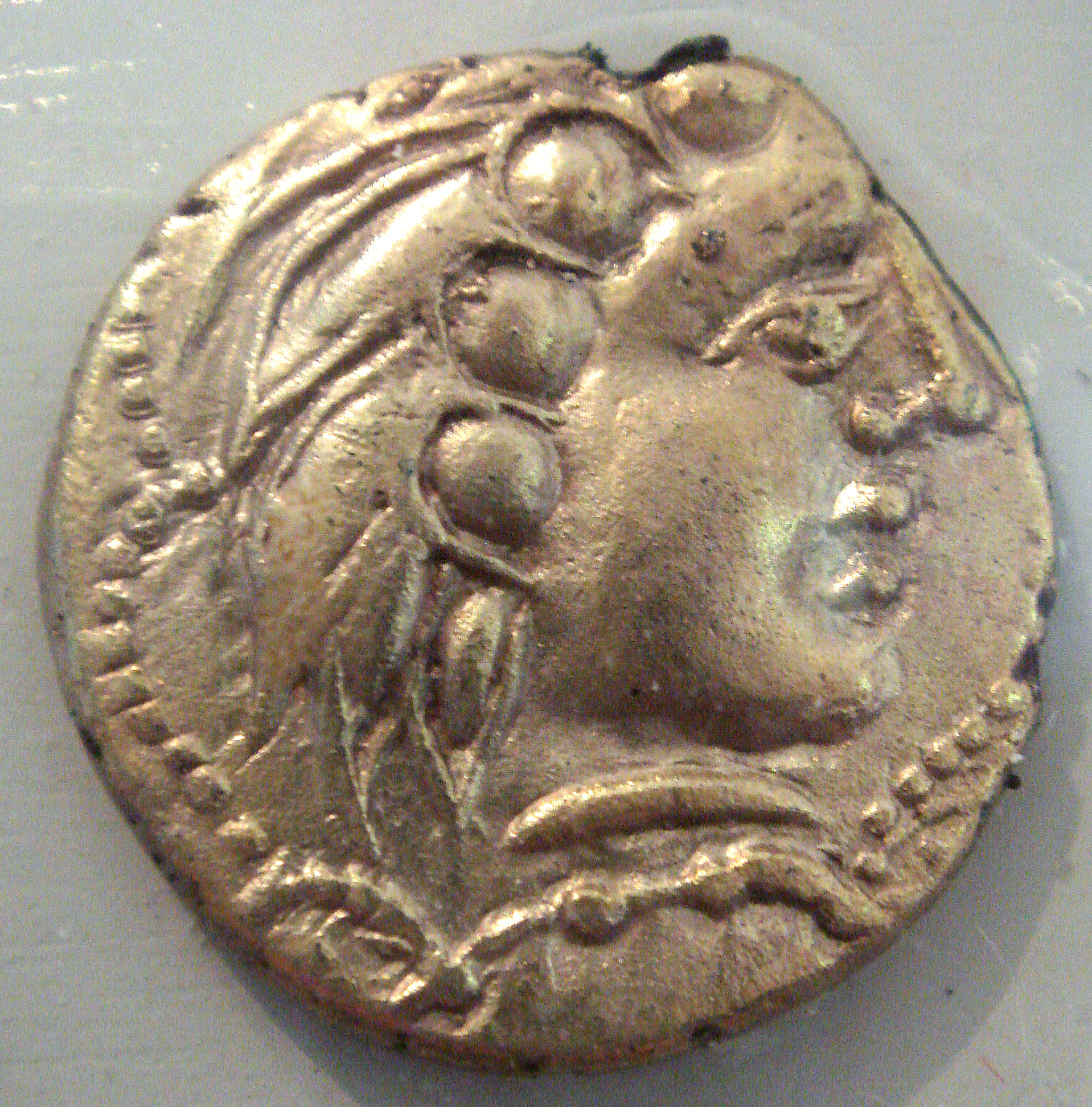
Goldmünze Avers
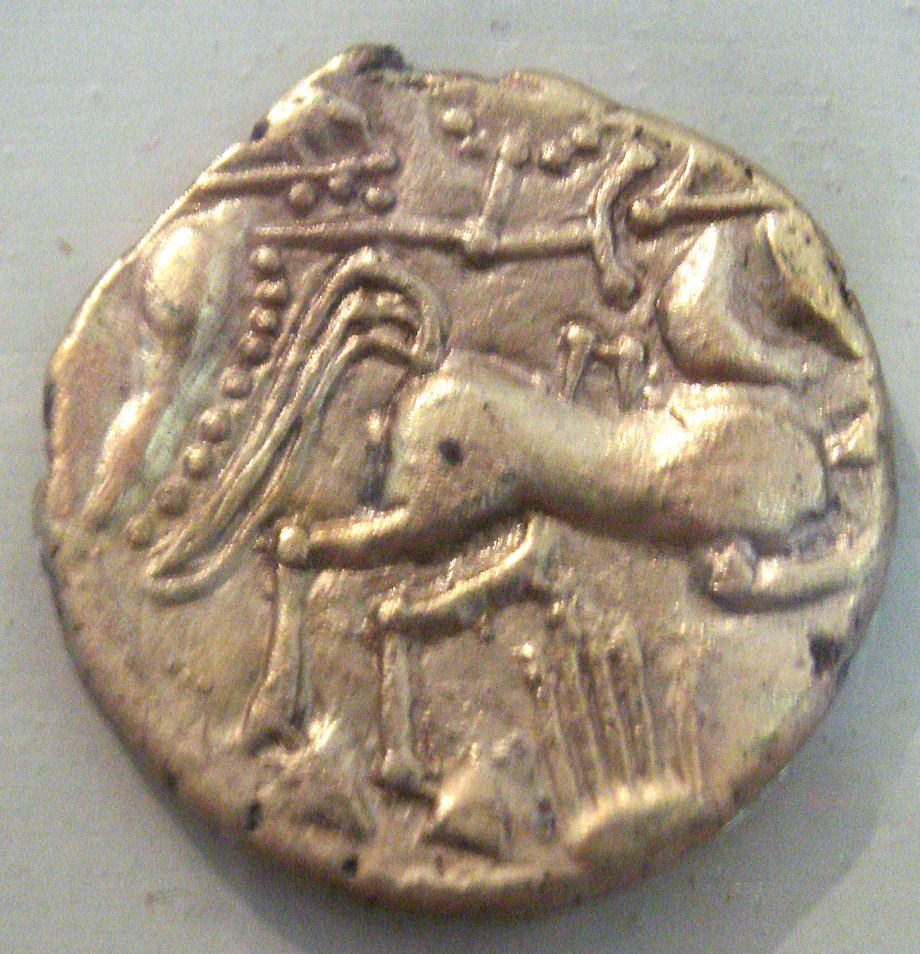
Goldmünze Revers
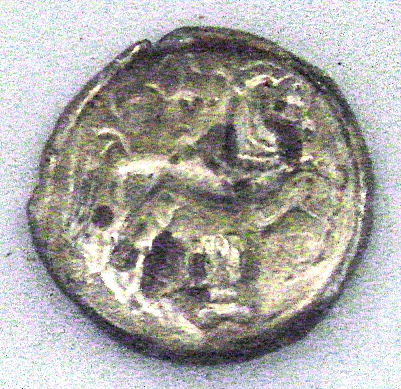
Silbermünze